# Cyathodonta undulata
Cyathodonta undulata är en musselart som beskrevs av Conrad 1849. Cyathodonta undulata ingår i släktet Cyathodonta och familjen Thraciidae.

## Underarter
Arten delas in i följande underarter:
- C. u. peruviana
- C. u. undulata